# Todd Klein
Todd Klein (Plainfield, 28 gennaio 1949) è un grafico e letterista statunitense.
Come letterista ha collaborato ad opere di successo come Sandman, Promethea e Fables. In qualità di grafico ha curato i design di numerosi albi per la DC Comics, sceneggiando anche alcuni albi di Lanterna Verde e lavorando al volume The DC Comics guide to coloring and lettering comics.

## Biografia
Cresce in un'area rurale del New Jersey, spendendo le sue giornate esplorando i boschi circostanti e leggendo numerose opere di fiction, tra cui i fumetti. Il nonno, Rex Derr, gioielliere e incisore, gli racconta storie attraverso i disegni, introducendolo all'arte e alla scrittura, oltre che al lettering. Il suo interesse per le arti cresce grazie all'incoraggiamento dei genitori Phyllis e George, spingendolo, nel 1969, ad iscriversi prima alla School of Visual Arts di New York City e poi al Kansas City Art Institute, abbandonando gli studi nel 1971 a causa dell'eccessivo costo delle tasse scolastiche. Successivamente alterna diversi lavori, spedendo nel tempo libero disegni e soggetti a diverse fanzine, ottenendo un buon riscontro. Nel 1977 mette insieme un portfolio da presentare agli editori di New York per cercare lavoro nel campo dei fumetti. Così facendo, ottiene un impiego di prova della durata di due settimane nel reparto produzione della DC Comics. Terminato il periodo di prova, pur non essendo ben pagato, Klein decide di rimanere alla casa editrice, venendo iniziato al lettering da John Workman. La sua formazione viene notevolmente influenzata, tra gli altri, dal letterista Gaspar Saladino, sua principale ispirazione. Dal 1977 al 1987, Klein lavora stabilmente alla DC svolgendo diverse mansioni, tra cui quella di sceneggiatore su testate come House of Mystery e Green Lantern. Su sua insistenza, ottiene dagli editor l'incarico di scrivere per un anno la testata The Omega Man, fino alla sua chiusura nel 1980. Concluso il suo lavoro sulla testata, decide di abbandonare definitivamente la scrittura per dedicarsi a tempo pieno al lettering, per lui meno impegnativo. Dal 1987 diviene un freelancer a tempo pieno, collaborando sia con la DC che con altri editori. In questo periodo instaura un sodalizio con lo scrittore Neil Gaiman, curando il lettering di opere quali Sandman, Black Orchid, Death e The Books of Magic. Nella seconda metà degli anni '90 collabora con lo scrittore Alan Moore alla sua run sul personaggio di Supreme e poi alla linea America's Best Comics, fondata dallo stesso Moore per la Wildstorm Comics, fino al 2006. Nel 2002 scrive e letterizza parzialmente il libro The DC Comics guide to coloring and lettering comics, pubblicato da Watson/Guptill nel 2004. Dal 2016 cura il lettering della serie Black Hammer di Jeff Lemire e Dean Ormston, pubblicata da Dark Horse Comics. 

## Premi e riconoscimenti
- 1992 Harvey Award - Miglior lettering
- 1993 Eisner Award - Miglior lettering
- 1993 Harvey Award - Miglior lettering
- 1995 Eisner Award - Miglior lettering
- 1995 Harvey Award - Miglior lettering
- 1997 Eisner Award - Miglior lettering
- 1998 Eisner Award - Miglior lettering
- 1998 Harvey Award - Miglior lettering
- 1999 Eisner Award - Miglior lettering
- 1999 Harvey Award - Miglior lettering
- 2000 Eisner Award - Miglior lettering
- 2000 Comics Buyers Guide Fan Awards - Favorite Letterer
- 2001 Eisner Award - Miglior lettering
- 2001 Harvey Award - Miglior lettering
- 2001 Comics Buyers Guide Fan Awards - Favorite Letterer
- 2002 Comics Buyers Guide Fan Awards - Favorite Letterer
- 2003 Eisner Award - Miglior lettering
- 2003 Harvey Award - Miglior lettering
- 2004 Eisner Award - Miglior lettering
- 2005 Eisner Award - Miglior lettering
- 2005 Harvey Award - Miglior lettering
- 2006 Eisner Award - Miglior lettering
- 2007 Eisner Award - Miglior lettering
- 2008 Inkpot Award
- 2008 Eisner Award - Miglior lettering
- 2011 Eisner Award - Miglior lettering
- 2013 Harvey Award - Miglior lettering
- 2017 Eisner Award - Miglior lettering